# Église Saint-Martin-des-Champs
De Église Saint-Martin-des-Champs (Sint-Maarten-van-de-Veldenkerk) is een rooms-katholieke kerk in de Franse hoofdstad Parijs, gesitueerd aan de Rue Albert Thomas in het 10e arrondissement.

## Geschiedenis
De kerk is in zeer korte tijd gebouwd: in 1854 werd begonnen met de constructie, onder leiding van de architect Paul Gallois, en twee jaar later was hij voltooid. De Saint-Martin, gebouwd in een rooms-byzantijnse stijl, werd ingewijd op 31 januari 1856 en verheven tot parochie op 1 april van dat jaar. In 1933 werd er door de architect Vaudry een kleine klokkentoren aan toegevoegd. De schilderijen bij het priesterkoor zijn van de hand van Lerolle, de werken op de zijbeuk van Ville. In 1987 werd het koor opnieuw opgebouwd.

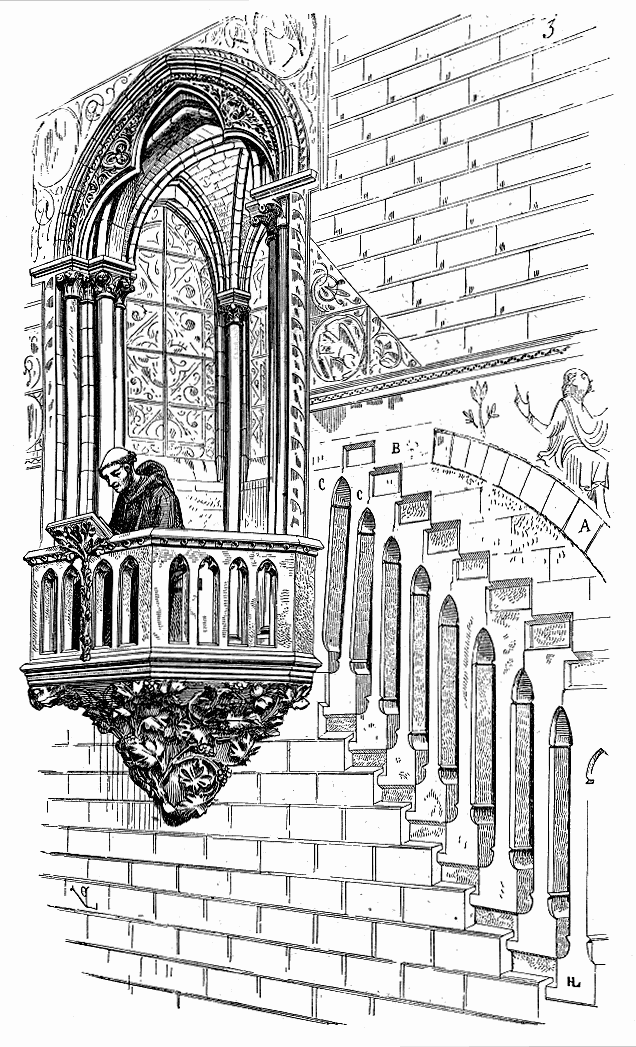
Kansel van de Saint-Martin (1856)